# 朴茨茅斯海军造船厂
朴茨茅斯海军造船厂（英语：Portsmouth Naval Shipyard），是美国海军的一个造船厂，位于缅因州基特里的西维岛，与新罕布什尔州朴茨茅斯接壤。海军造船厂位于缅因州南部边界的皮斯卡塔夸河畔。朴茨茅斯海军造船厂成立于1800年6月12日，是美国海军历史最悠久、持续运营的造船厂。1905年，在美国总统老罗斯福的调停下，日俄两国代表在此签订了朴茨茅斯和约，以此结束了日俄战争。
如今其大部分工作涉及潜艇的大修、修理和现代化。截至2021年11月，该造船厂雇用了超过6,500名联邦雇员。此外一些工作是由私营公司完成的。